# 常動曲
常動曲（じょうどうきょく）または無窮動（むきゅうどう、ラテン語：Perpetuum mobile, イタリア語：moto perpetuo）とは、常に一定した音符の流れが特徴的な、通常は急速なテンポによる楽曲ないしは楽章を指す。なお、「ペルペトゥウム・モビレ」というラテン語や「モト・ペルペトゥオ」というイタリア語は、文字通りには永久運動を指す。

## 手法
最も有名な作例は、フレデリック・ショパンの《ピアノ・ソナタ第2番》の終楽章である。8分音符の三連符の急速な音型が、楽章全体にわたって続いている。
その他の有名な作例に、ベートーヴェンのピアノ・ソナタ《テンペスト》《熱情》、シューベルトの《即興曲》D.899の第2曲および第4曲、ウェーバーの《ピアノ・ソナタ第1番》とラヴェルの《ヴァイオリン・ソナタ》およびバルトークの《管弦楽のための協奏曲》のそれぞれの終楽章が挙げられる。

## 単独の小品
独立した楽曲としては、ほとんどが（具体的に回数は指定されていないが）何回も何回も繰り返されるように作曲されており、旋律の「動き」を止めることなく、曲の終わりから始まりまで戻ることができるような作品である、と定義付けることができる。輪唱やカノンは、無限に続けることができるように作られている（このようなカノンは、「無限カノン（ラテン語：canon perpetuus）」と呼び得る）。無限カノンの中には、バッハの《音楽の捧げもの》の「謎カノン」のように、違った音高や和声進行を含む例もある。

### 19世紀以前
独立した楽曲のジャンルとしては、19世紀末まで人気の頂点にあった。しばしばヴィルトゥオーソのアンコール・ピースとして演奏されたような曲は、きまって、反復されるたびに加速して演奏された。以下はそのような典型の例である。
- フェリックス・メンデルスゾーンのピアノ曲（作品119）
- ニコロ・パガニーニのヴァイオリン曲（作品11-6）
- カール・マリア・フォン・ウェーバーのピアノ・ソナタ第一番 終楽章《無窮動》
- ヨハン・シュトラウス2世の管弦楽のための「音楽の冗談」こと《無窮動》（作品257）
- ニコライ・リムスキー=コルサコフの《熊蜂の飛行》
- オトカル・ノヴァーチェクのヴァイオリンとピアノのための小品《常動曲》
- エリック・サティのピアノ曲《いやがらせ》

### 20世紀以降
- フランシス・プーランクのピアノ曲《3つの無窮動》（1918年）
- アルヴォ・ペルトの管弦楽曲（1963年）
- ジョン・クーリッジ・アダムズの管弦楽曲《高速機械で早乗り Short Ride in a Fast Machine》（1986年）
- ペンギン・カフェ・オーケストラ《Perpetuum mobile》（1987年）
- ジョセフ・シュワントナーのマリンバソロ《Velocities（Moto Perpetuo）》
- 松平頼暁《児童合唱のための無窮動（Perpetual mobile : for children's voices）》